# مفاوضات السلام الروسية الأوكرانية 2022
جرت مفاوضات السلام الروسية الأوكرانية بشأن الغزو الروسي لأوكرانيا عام 2022 يوم الاثنين 28 فبراير والخميس 3 مارس والاثنين 7 مارس 2022، على الحدود الأوكرانية البيلاروسية، في مكان غير معلوم في غومل أوبلاست، مع عقد المزيد من المحادثات في 10 مارس في تركيا قبل الجولة الرابعة من المفاوضات التي بدأت في 14 مارس.

## خلفية
في 24 فبراير 2022، أعلن الرئيس الروسي فلاديمير بوتين «عملية عسكرية خاصة» في شرق أوكرانيا. بعد فترة وجيزة، عبرت القوات الروسية الحدود الأوكرانية وبدأت في القتال ضد القوات الأوكرانية.
خلال محادثة بين الرئيس الأوكراني فولوديمير زيلينسكي والرئيس البيلاروسي ألكسندر لوكاشينكو في 27 فبراير، تم الاتفاق على أن يلتقي وفد أوكراني مع أخر روسي على الحدود البيلاروسية، بالقرب من نهر بريبات، دون شروط مسبقة. أفيد أن لوكاشينكو أكد لزيلينسكي أن جميع الطائرات والمروحيات والصواريخ على الأراضي البيلاروسية ستبقى على الأرض أثناء المفاوضات.
بحلول 16 مارس، تم تعيين ميخايلو بودولياك كبير وفد المفاوضين الأوكراني، الذي أشار إلى أن مفاوضات السلام لخطة من 15 نقطة ستشمل انسحاب القوات الروسية من مواقعها المتقدمة في أوكرانيا، إلى جانب الضمانات الدولية للدعم العسكري والتحالف في حالة تجدد العمل العسكري الروسي مقابل عدم سعي أوكرانيا للانتماء إلى الناتو.

## المفاوضات

### الجولة الأولى (28 فبراير)
بدأت الجولة الأولى من المحادثات في 28 فبراير، بالقرب من الحدود البيلاروسية. وقال مكتب الرئيس الأوكراني إن الأهداف الرئيسية كانت الدعوة إلى وقف فوري لإطلاق النار وسحب القوات الروسية من أوكرانيا. واختتمت دون اتفاقات فورية.

### الجولة الثانية (3 مارس)
في 3 مارس، بدأت الجولة الثانية من محادثات السلام. واتفق الجانبان على فتح ممرات إنسانية لإجلاء المدنيين. كانت مطالب روسيا هي اعتراف أوكرانيا بشبه جزيرة القرم التي تحتلها روسيا، واستقلال لوغانسك ودونيتسك الانفصاليين، و «نزع السلاح» و«نزع النازية». صرح وزير الخارجية الأوكراني دميترو كوليبا أنه بينما كانت بلاده مستعدة لاستئناف المحادثات، فإن مطالب روسيا لم تتغير.

### الجولة الثالثة (7 مارس)
بدأت جولة ثالثة من المفاوضات في 7 مارس، وسط استمرار القتال والقصف. على الرغم من عدم التوصل إلى اتفاق بعد، غرد المفاوض الأوكراني ومستشار الرئيس ميخايلو بودولياك قائلاً: «كانت هناك بعض التحولات الإيجابية الصغيرة فيما يتعلق بالخدمات اللوجستية للممرات الإنسانية».

### منتدى أنطاليا الدبلوماسي (10 مارس)
التقى وزيرا الخارجية سيرغي لافروف ودميترو كوليبا لإجراء محادثات في أنطاليا بتركيا مع وزير الخارجية التركي مولود جاويش أوغلو كوسيط في أول اتصال رفيع المستوى بين الجانبين منذ بداية الغزو. حاولت أوكرانيا التفاوض على وقف إطلاق النار لمدة 24 ساعة لتقديم المساعدة وإجلاء المدنيين، لا سيما في ماريوبول. بعد ساعتين من المحادثات، لم يتم التوصل إلى اتفاق. استمرت الضربات الجوية على المدينة الساحلية.

### الجولة الرابعة (14 - 17 مارس)
بدأت جولة رابعة من المفاوضات في 14 مارس عبر مهاتفة فيديوية. واستغرقت المحادثات بضع ساعات وانتهت دون تحقيق نتائج. استأنف الجانبان المحادثات في 15 مارس، وبعد ذلك وصف فولوديمير زيلينسكي المحادثات بأنها بداية «تبدو أكثر واقعية». استأنف الجانبان المحادثات مرة أخرى في 16 مارس. في وقت لاحق من اليوم، ذكرت صحيفة فاينانشيال تايمز أن خطة من 15 نقطة، تمت مناقشتها لأول مرة في 14 مارس، تم التفاوض عليها مع الروس من قبل زيلينسكي باعتبارها أكثر واقعية لإنهاء الحرب. بعد اليوم الرابع من المحادثات في 17 مارس، قالت روسيا إنه لم يتم التوصل إلى اتفاق. وعقب المحادثات، حذر وزير الخارجية الفرنسي جان إيف لودريان من أن روسيا «تتظاهر بالتفاوض» فقط، تماشيا مع إستراتيجية تستخدمها في أماكن أخرى.
في 20 مارس، وصف وزير الخارجية التركي مولود جاويش أوغلو، وسيط المحادثات، المحادثات بأنها «تحرز تقدمًا». وفي إشارة إلى دوره كـ «وسيط وميسر نزيه»، قدم القليل من التفاصيل الإضافية.

### الجولة الخامسة (21 مارس)
فشلت الجولة الخامسة من المحادثات في 21 مارس في تحقيق انفراجة. دعا زيلينسكي إلى إجراء محادثات مباشرة مع بوتين لإنهاء الحرب.